# Рашрагович, Борис Исидорович
Борис Исидорович Рашрагович (род. 8 октября 1945 г.) — философ, политолог, кандидат философских наук.

## Биография
Родился 8 октября 1945 года.
В 1971 году окончил Ленинградский ордена Ленина и ордена Трудового Красного Знамени государственный университет им. А. А. Жданова по специальности «философия».
В 1975 году защитил диссертацию на соискание учёной степени кандидата философских наук.
Работал в Санкт-Петербургском государственном институте культуры в 1975—2015 гг., занимал должности декана факультета искусств, проректора по учебной работе.
В 2009—2010 гг. был и.о. ректора СПбГУКИ.
Являлся профессором кафедры философии. Учёное звание доцента присвоено в 1983 году.
Действительный член Академии туризма.

## Награды
- Заслуженный работник культуры Российской Федерации (1996)[1] — за заслуги в области культуры и многолетнюю плодотворную работу.

## Избранные публикации
- Рашрагович, Б.И. Политология [Текст] : учеб. материалы к курсу / Б.И. Рашрагович .— СПб. : СПбГУКИ, 2001 .— 85 с.
- Рашрагович, Б.И. Политология [Текст] : учеб.-метод. пособие / сост. Б.И. Рашрагович .— СПб. : СПбГУКИ, 2001 .— 123 с.
- Рашрагович, Б.И. Категории и термины политической науки [Текст] : учеб. пособие для студентов заоч. отд-я / Б.И. Рашрагович .— СПб. : СПбГУКИ, 2003 .— 35 с.
- Рашрагович, Б.И. История политической мысли [Текст] : Фрагменты и лица : учеб. пособие для самост. работы над курсом политологии / Б.И. Рашрагович .— СПб. : СПбГУКИ, 2009 .— 447 с.